# Heteropterys brachiata
La Heteropterys brachiata,   palo de margarita es una especie botánica de planta trepadora, originaria de México hasta el noroeste de Sudamérica.

## Descripción
Es un bejuco leñoso o arbusto, que alcanza un tamaño de hasta 4 m de alto. Las hojas más grandes ovadas o elípticas a subredondeadas, 4–8.5  cm de largo y  3–6  cm de ancho, redondeadas. Inflorescencia paniculada,  las flores en umbelas o corimbos de  3–6, brácteas o bractéolas de 0.5–1.5 mm de largo. El fruto es una sámara de 18–32 mm de largo.

## Propiedades
Se usa en México para calmar los nervios, se toma el cocimiento de la planta por 4 o 5 días; también se prescribe “cuando está alocada una persona” o contra la rabia, se bebe la cocción del tallo, una vez al día durante una semana.

## Taxonomía
Heteropterys brachiata fue descrita por (L.) DC. y publicado en Prodromus Systematis Naturalis Regni Vegetabilis 1: 591. 1824.
Sinonimia
- Banisteria beecheyana (A.Juss.) C.B.Rob.
- Banisteria brachiata L.
- Banisteria retusa (Donn.Sm.) C.B.Rob.
- Banisteria sanguinea Rusby
- Banisteria simulans Small
- Banisteria tomentosa Schltdl.
- Heteropterys beecheyana A.Juss.
- Heteropterys beecheyana var. andina Nied.
- Heteropterys retusa Donn.Sm.
- Heteropterys simulans (Small) Nied.
- Heteropterys tomentosa Hook. & Arn.
- Malpighia rotundifolia Sessé & Moc.[3]